# Trichopria rubrithoraca
Trichopria rubrithoraca is een vliesvleugelig insect uit de familie van de Diapriidae. De wetenschappelijke naam van de soort is voor het eerst geldig gepubliceerd in 1960 door Szabó.